# Pancratium illyricum
Pancratium illyricum L. è una pianta bulbosa della famiglia delle Amaryllidaceae, molto simile al giglio di mare da cui differisce principalmente per la forma del fiore. È una specie endemica della regione cirno-sarda, ovvero compresa fra Sardegna, Corsica e l'Arcipelago Toscano.

## Etimologia
Nella nomenclatura binomiale che Linneo diede a questa specie vi fu un errore in quanto la dicitura illyricum è errata, poiché il naturalista svedese riteneva che provenisse dalle coste adriatiche della Penisola balcanica.

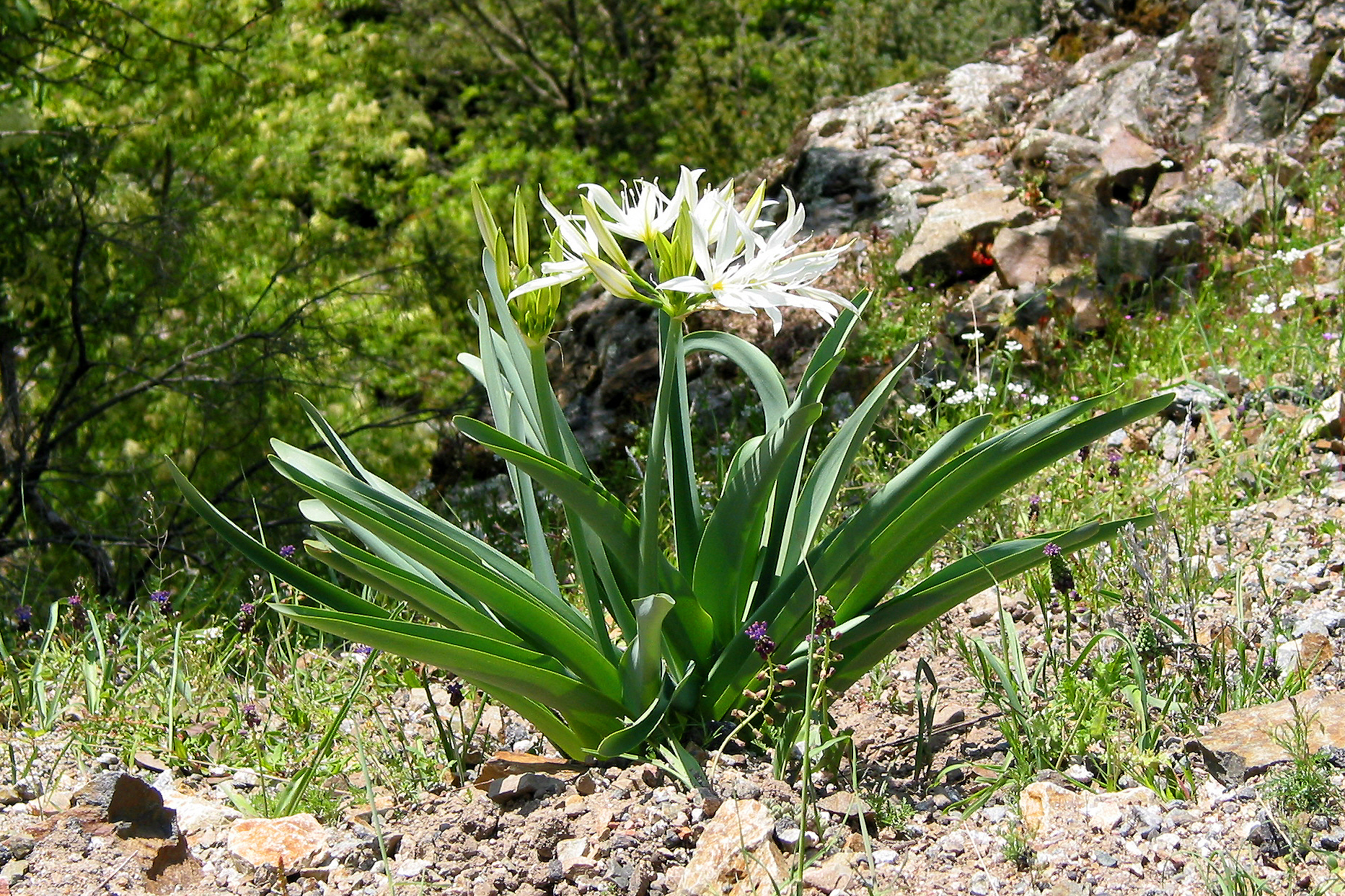